# Tangle Tower
Tangle Tower (también conocido como  Detective Grimoire: Tangle Tower) es un juego de aventura point-and-click de misterio y asesinato desarrollado y publicado por SFB Games. Es una secuela del juego de 2014  Detective Grimoire y la tercera entrada en la serie Detective Grimoire. El juego se lanzó con el servicio Arcade de Apple el 19 de septiembre de 2019 y posteriormente se lanzó para Nintendo Switch y Steam el 22 de octubre de 2019, seguido de PlayStation 4 y Xbox One el 6 de octubre de 2021.

## Jugabilidad
El juego sigue al detective Grimoire y a su ayudante Sally (que ya apareció en el juego anterior con un peinado diferente) mientras viajan a la epónima Torre de los Enredos para resolver el asesinato de una chica llamada Freya Fellow, que aparentemente fue asesinada por un cuadro. Los jugadores avanzan en el juego conversando con los distintos sospechosos y buscando pistas en cada habitación de la torre. Al buscar en el entorno, a menudo se descubren rompecabezas que deben ser resueltos para obtener una nueva pieza de evidencia. Cuando se cumplen ciertas condiciones, el jugador puede interrogar a cada uno de los sospechosos sobre algo que esconden.

## Desarrollo
Tras la finalización de Detective Grimoire en 2014, con un ligero desenlace, el equipo no tenía prisa por hacer una secuela; sin embargo, pronto se enteraron del programa de financiación de Europa Creativa, que ofrecía financiación para juegos de carácter narrativo, lo que llevó a SFB a formular una secuela; entraron en el programa en enero de 2015.  El desarrollo original de Tangle Tower quedó en suspenso después de que Nintendo se pusiera en contacto con  SFB Games para hacer Snipperclipspero se reanudó cuando se completó la expansión del juego, Snipperclips Plus, estuvo completado. El equipo "desempolvó" el proyecto y siguió trabajando en él durante 2 años antes de su lanzamiento.  Diseñado en Unity, el equipo se aseguró de que el juego fuera compatible con diversas plataformas desde el principio. La fecha límite de Apple Arcade obligó al equipo de desarrollo a atar los cabos sueltos y terminar el juego. Adam señaló que el juego pasó de estar completado en un 90% a estarlo en un 80% debido a la ampliación del plazo, pero que el equipo fue capaz de terminar el proyecto con mínimos sacrificios.  Debido a los requisitos de Apple Arcade, el juego fue traducido a 17 idiomas diferentes por Universally Speaking.  SFB Games asistió a su primer PAX East Indie Showcase con este título. El juego fue lanzado posteriormente en  Steam y Nintendo Switch el 22 de octubre de 2019. El 21 de diciembre de 2020, Jonathan Harris hizo un 'Tangle Tower unused animation showcase stream'. El juego fue lanzado para PlayStation 4 y Xbox One el 6 de octubre de 2021, con cada versión jugable en PlayStation 5 y Xbox Serie X y Serie S respectivamente a través de la retrocompatibilidad.

### Diseño
Los personajes fueron diseñados por Adam Vian y Catherine Unger, y Adam dibujó las poses acabadas en Flash. En esta fase, los PNG de estas poses estáticas se añadieron al proyecto de Unity con un efecto de "balanceo" para dar una sensación de movimiento dentro del diálogo de la escena.  El animador Jonathan Harris intercaló cada pose final, con múltiples posiciones de cabeza, ojos y bocas para cada una. Diseñado por Tom Vian para el juego de 2012 Detective Grimoire: Secret of the Swamp, se utilizó el exportador FlAn para guardar los archivos Flash como PNG, que a través de la herramienta TexturePacker se colocaron todos en una hoja de spritesheet. El reproductor FlAn reconstruyó los sprites a partir de los archivos de datos. Se añadió un contorno blanco alrededor de cada personaje para evitar que sus trajes se mezclaran con los fondos de colores similares. A este contorno se le añadió un efecto Squigglevision para "mantenerlos vivos [y] respirando". Tom creó una herramienta con las líneas de tiempo de Unity que permitía a Adam escribir el diálogo y elegir las poses de una lista para interpretar el texto directamente.
A lo largo del desarrollo se utilizaron muchos diseños de personajes. Por ejemplo, Fitz Fellow llevaba originalmente unas gafas rojas opacas, pero después de las pruebas de actuación de voz, el equipo quiso hacerlo más simpático y vulnerable, por lo que se las quitaron.

## Recepción
Tangle Tower recibió principalmente críticas positivas, con una puntuación de 82/100 en Metacritic. El juego fue alabado por su actuación de voz, sus diálogos y su estilo artístico. Se ofrecieron comentarios negativos al final inmerecido y a los agujeros de guion persistentes.
Imoire.com señaló que "tras varias horas satisfactorias de juego" el juego "termina de forma algo repentina" y contiene "un puñado de cabos sueltos" en su conclusión.
El juego fue nominado al "Juego para móviles del año" en la 16.ª edición de los British Academy Games Awards.